# (4001) Ptolemaeus
(4001) Ptolemaeus es un asteroide perteneciente al cinturón de asteroides, descubierto el 2 de agosto de 1949 por Karl Wilhelm Reinmuth desde el Observatorio de Heidelberg-Königstuhl, Alemania.

## Designación y nombre
Designado provisionalmente como 1949 PV. Fue nombrado Ptolemaeus en honor al astrónomo greco-egipcio Claudio Ptolomeo.